# Triamcinolone acetonide
Il  triamcinolone acetonide  (TAA) è un corticosteroide sintetico usato per via topica per il trattamento di varie condizioni della pelle (reazioni eczematose), per alleviare il disagio delle afte e per via intrarticolare per il trattamento di varie condizioni articolari. In forma di spray nasale, è usato per trattare la rinite allergica. È un derivato più potente del triamcinolone ed è circa otto volte più potente del prednisone.

## Indicazioni
Viene utilizzato come terapia contro forme di eczema se si presentano in concomitanza di infezioni dell'otite esterna, alopecia areata, usato nella profilassi della rinite allergica, e genericamente contro malattie infiammatorie.
Nelle tendiniti, per iniezione intrarticolare. Come iniezione intravitreale, il triamcinolone acetonide è stato utilizzato per il trattamento di varie patologie oculari ed è risultato utile per ridurre l'edema maculare.

## Controindicazioni
Sconsigliato in soggetti con ipersensibilità nota al farmaco, da evitare somministrazioni di lunga durata. Il triamcinolone acetonide non deve essere utilizzato da persone affette da tubercolosi o da infezioni fungine, batteriche, virali sistemiche o da herpes simplex non trattate senza aver prima consultato il medico.

## Effetti indesiderati
Si riscontra cefalea.

## Chimica
Il triamcinolone per uso topico è generalmente somministrato come acetonide, ovvero come chetale con acetone sugli idrossili in 16 e 17, che ne costituisce un derivato attivo più potente e lipofilo.